# Boom (Anastacia-dal)
A Boom Anastacia amerikai énekesnő dala. A 2002-es labdarúgó-világbajnokság dala volt, kislemezen 2002 júniusában jelent meg Európában, Ázsiában és Ausztráliában. A The Official Album of the 2002 FIFA World Cup című album mellett szerepel Anastacia második stúdióalbuma, a Freak of Nature bővített kiadásának (Collector’s Edition) európai és ausztrál változatán is.

## Videóklip
A Boom videóklipjét Marcos Siega rendezésében Londonban forgatták. Elején Anastacia előző kislemezen megjelent dala, a One Day in Your Life hallatszik a háttérben. A klip szerepel a The Video Collection című DVD-n (2002).

## Számlista
CD maxi kislemez (Egyesült Királyság)
1. Boom (Album Version) – 3:18
2. Boom (M*A*S*H Master Mix) – 6:23
3. Boom (M*A*S*H Club Mix) – 7:06
4. Boom (videóklip)

CD maxi kislemez 1 (Európa)
1. Boom (Album Version) – 3:18
2. Boom (Almighty Radio Edit) – 4:03
3. Boom (M*A*S*H Radio Mix) – 3:04
4. Boom (Thunderpuss Club Mix) – 10:52
5. Boom (videóklip)

CD maxi kislemez 2 (Európa)
1. Boom (Album Version) – 3:18
2. Boom (Almighty Radio Edit) – 4:03
3. Boom (M*A*S*H Radio Mix) – 3:04
4. Boom (M*A*S*H Radio Mix #2)
5. Boom (Thunderpuss Club Mix) – 10:52

CD maxi kislemez (Ausztrália)
1. Boom (Album Version) – 3:19
2. Boom (M*A*S*H Radio Mix) – 3:04
3. Boom (Thunderpuss Radio Mix) – 3:20
4. Boom (M*A*S*H Master Mix) – 6:23
5. Boom (Thunderpuss Club Mix) – 10:52

CD kislemez (Japán)
1. Boom – 3:18
2. Paid My Dues – 3:22

Promóciós CD kislemez (Szingapúr)
1. Boom – 3:18
2. One Day in Your Life – 3:29
3. Charged Up (Leon Lai dala)

Promóciós 12" kislemez – M*A*S*H Mixes (Egyesült Királyság)
A. Boom (M*A*S*H Master Mix) – 6:23
B. Boom (M*A*S*H Club Mix) – 7:06
Promóciós 12" kislemez (Egyesült Királyság)
A. Boom (Almighty Mix) – 7:18
B. Boom (Thunderpuss Club Mix) – 10:52

## Helyezések
| Slágerlista (2002)             | Legmagasabb helyezés |
| ------------------------------ | -------------------- |
| Ausztrál kislemezlista         | 23                   |
| Belga kislemezlista (Flandria) | 27                   |
| Belga kislemezlista (Vallónia) | 5                    |
| Finn kislemezlista             | 19                   |
| Holland Top 40                 | 40                   |
| Magyar kislemezlista           | 12                   |
| Német kislemezlista            | 35                   |
| Olasz kislemezlista            | 10                   |
| Osztrák kislemezlista          | 37                   |
| Svájci kislemezlista           | 10                   |
| Svéd kislemezlista             | 7                    |